# Diplazon suigensis
Diplazon suigensis är en stekelart som beskrevs av Tohru Uchida 1957. Diplazon suigensis ingår i släktet Diplazon och familjen brokparasitsteklar. Inga underarter finns listade i Catalogue of Life.